# Европа суверених нација
Европа суврених нација (енгл. Europe of Sovereign Nations) је европска политичка странка. Чине је различите политичке странке које се залажу за суверенизам. Њена посланичка група у Европском парламенту је Група Европе суверених нација.